# Кличко (фільм)
«Кличко» (нім. Klitschko) — документальний фільм німецького режисера Себастіана Денхардта про двох українських всесвітньо-відомих братів-боксерів, чемпіонів у важкій ваговій категорії Віталія і Володимира Кличків. Світова прем'єра фільму відбулась на кінофестивалі Трайбека в Нью-Йорку, який організує Роберт Де Ніро. Режисер Себастіан Денхардт, удостоєний нагороди Міжнародної премії Еммі, протягом двох років супроводжував боксерів по Німеччині, Україні, США, Казахстані, Канаді, Австрії і Швейцарії.
Прем'єра фільму в Україні відбулась 17 липня 2011 року на 2-му Одеському міжнародному кінофестивалі. Українська прем'єра повинна була відбутись за участю братів Кличків, але через смерть батька вони не змогли бути присутніми особисто.
В українському кінопрокаті — з 15 березня 2012 р.

## Сюжет
Фільм висвітлює спортивну біографію всесвітньо відомих братів-боксерів, акцентуючи увагу передусім не на спортивних досягненнях, а на особистих стосунках, як братів між собою, так і всередині родини: батька, матері, Віталія і Володимира:

«Для мене секрет Кличків у тому, як їх виховали. Їхні батьки зробили велику справу. Головне в цій історії — сімейні пута, беззаперечна братська любов, яка надає цим двом неординарним людям таку силу, що перед ними тремтить весь боксерський світ. Цю братську любов я і спробував зняти на кіноплівку»
— Режисер Себастіан Денхардт 
У контексті сімейних стосунків відображено шлях спортивної кар'єри обох братів — від любительських поєдинків до професійного боксу, чемпіонських титулів й всесвітнього визнання і слави.
У фільмі наведені унікальні моменти біографії родини Кличків, матеріали із сімейних відео і фотоархівів, інтерв'ю з батьками, тренерами, менеджерами, а також суперниками по рингу. Усі ці матеріали, впорядковані режисером, розкривають глядачеві джерела таланту й успіху братів-боксерів, а також унікальність і особливість кожного з братів, як у боксі, так і в особистих якостях.

## Цікаві факти
- Себастіан Денхардт — не перший, хто хотів зняти документальний фільм про братів Кличків. Але він став першим, кому брати в цьому не відмовили[3].
- За інформацією самих братів-боксерів, у фільмі «Кличко» немає жодної постановочної сцени[4]. За словами Володимира, саме завдяки цьому брати на екрані виглядали такими, якими вони є в справжньому житті. При цьому, на думку Віталія, певні сцени варто було б перезняти[5].
- У фільмі представлено унікальні архівні матеріали, про існування яких не знали навіть самі брати Клички[4].
- При перегляді фільму під час допрем'єрної презентації у київському кінотеатрі «Україна», Віталій Кличко плакав[6].